# Seseli transcaucasicum
Seseli transcaucasicum är en flockblommig växtart som först beskrevs av Boris Konstantinovich Schischkin, och fick sitt nu gällande namn av Pimenov och Sdobnina. Seseli transcaucasicum ingår i släktet säfferötter, och familjen flockblommiga växter. Inga underarter finns listade i Catalogue of Life.